# Звивистість річок

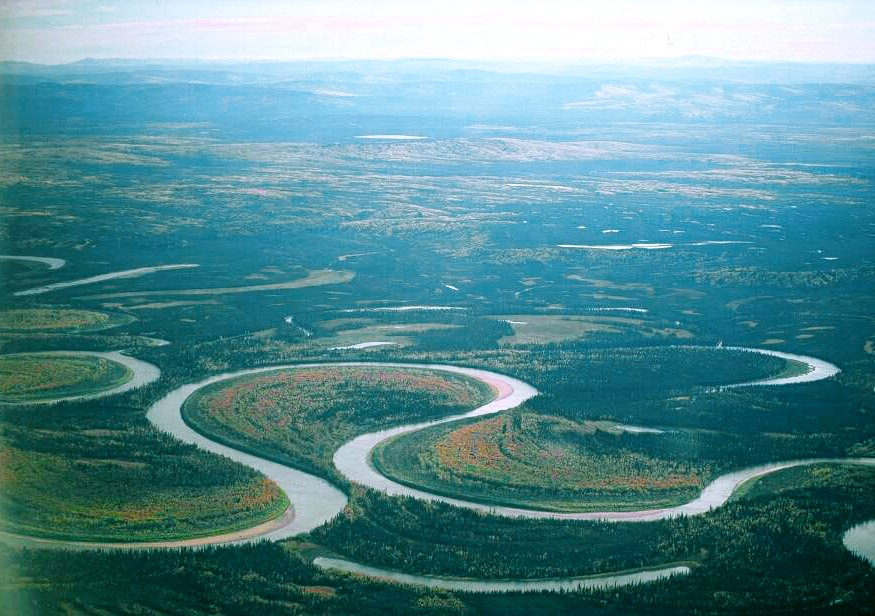
Меандри (звивини) річища річки

Зви́вистість річо́к — зміна лівих і правих поворотів русла річки. Вимірюється коефіцієнтом звивистості, що підраховується як відношення довжини всієї річки до прямої лінії, що з'єднує витік і гирло.
Коефіцієнт звивистості річки визначається за формулою:
К = L / l,
де L — довжина річки; l — найкоротша відстань між витоком і гирлом.